# Strada provinciale 99 Campogrosso
La strada provinciale 99 Campogrosso (SP 99) è una strada provinciale della provincia di Vicenza. L'arteria ha origine nel centro termale di Recoaro Terme sulla strada statale 246 di Recoaro e termina sulla strada statale 46 del Pasubio, diramazione Ossario del Pasubio. La strada è gestita dalla società Vi.Abilità per il tratto di competenza provinciale e dal comune di Recoaro Terme nel tratto urbano (tra l'incrocio con la strada statale 246 di Recoaro e località Zini). 
Solitamente è chiusa al traffico nei mesi invernali tra località La Guardia e il passo di Campogrosso.

## Tracciato
Superato il centro di Recoaro Terme, sale fino alla frazione Merendaore (circa 700 m s.l.m.). Dopo aver attraversato località Mezzo Cason e località La Guardia (rifugio Piccole Dolomiti, 1135 m s.l.m.), risale fino al passo di Campogrosso. 
Nel tratto tra La Guardia e passo di Campogrosso è caratterizzata da diversi tornanti e due gallerie.
Al passo di Campogrosso si congiunge con la strada provinciale 89 Sinistra Leno (nel tratto definito "delle Siebe") e con la strada "delle Sette Fontane" (che collega Campogrosso con il Passo Pian delle Fugazze) entrambe chiuse al traffico.
Il tratto terminale della strada (dal km 11 a km 14 800) tra passo di Campogrosso e la SS 46 diramazione dell'Ossario del Pasubio è sbarrato al traffico per una frana che ha compromesso circa 0,5 km della carreggiata. È in fase di approvazione un progetto per la sistemazione dell'arteria.

## Storia
Il tratto terminale è soprannominato strada del Re in quanto inaugurato da Vittorio Emanuele III nel 1918. Si trattava di un importante collegamento per l'arroccamento sul Pasubio e sul Sengio Alto.
Una lapide ricorda un incidente di un autobus che nel 1956 uscì di strada a causa della nebbia.
Il tratto iniziale, con la strada provinciale 89 Sinistra Leno, costituiva la strada statale Carega orientale, mai completata.

## Galleria d'immagini

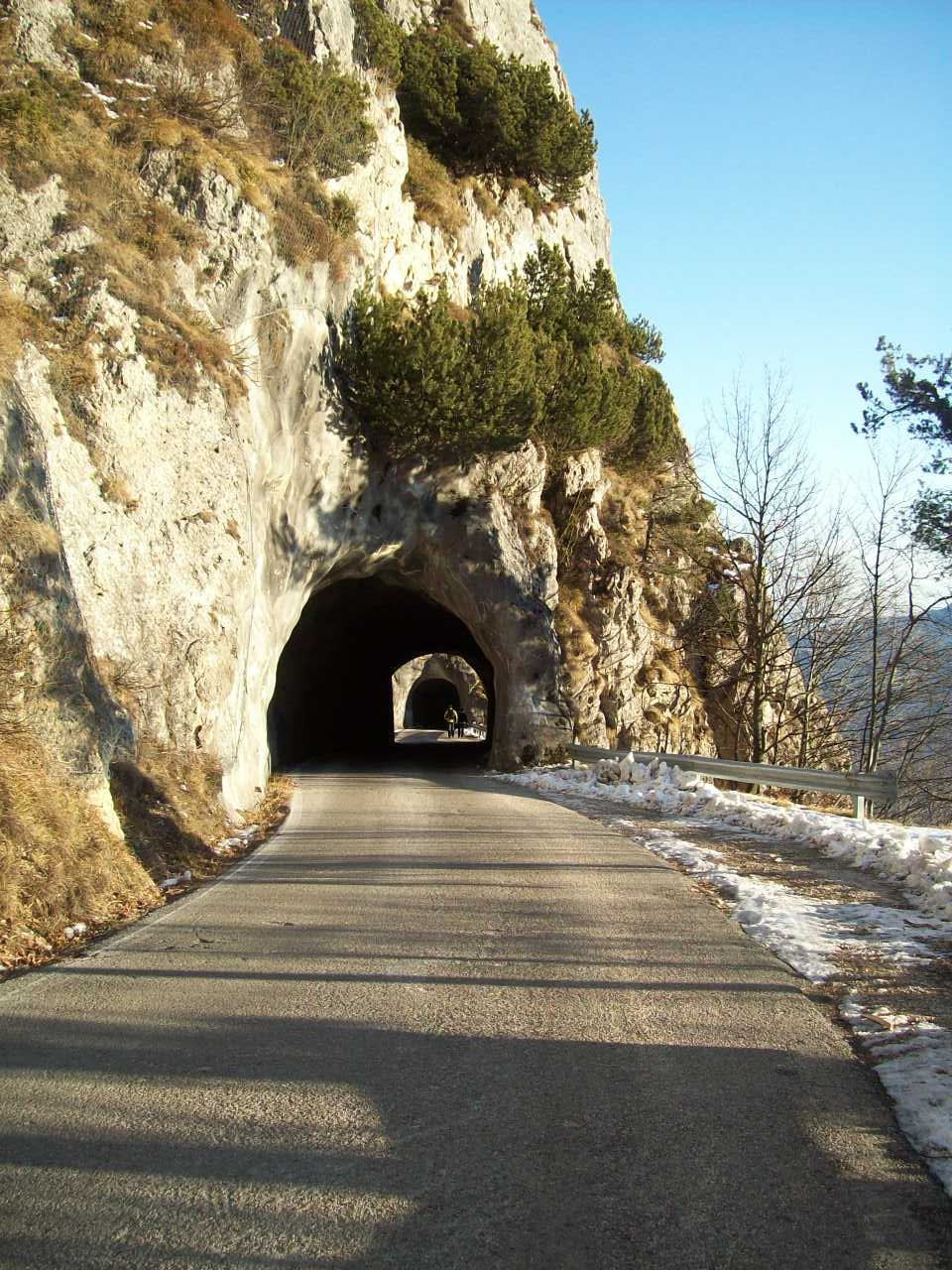
Gallerie lungo la SP 99
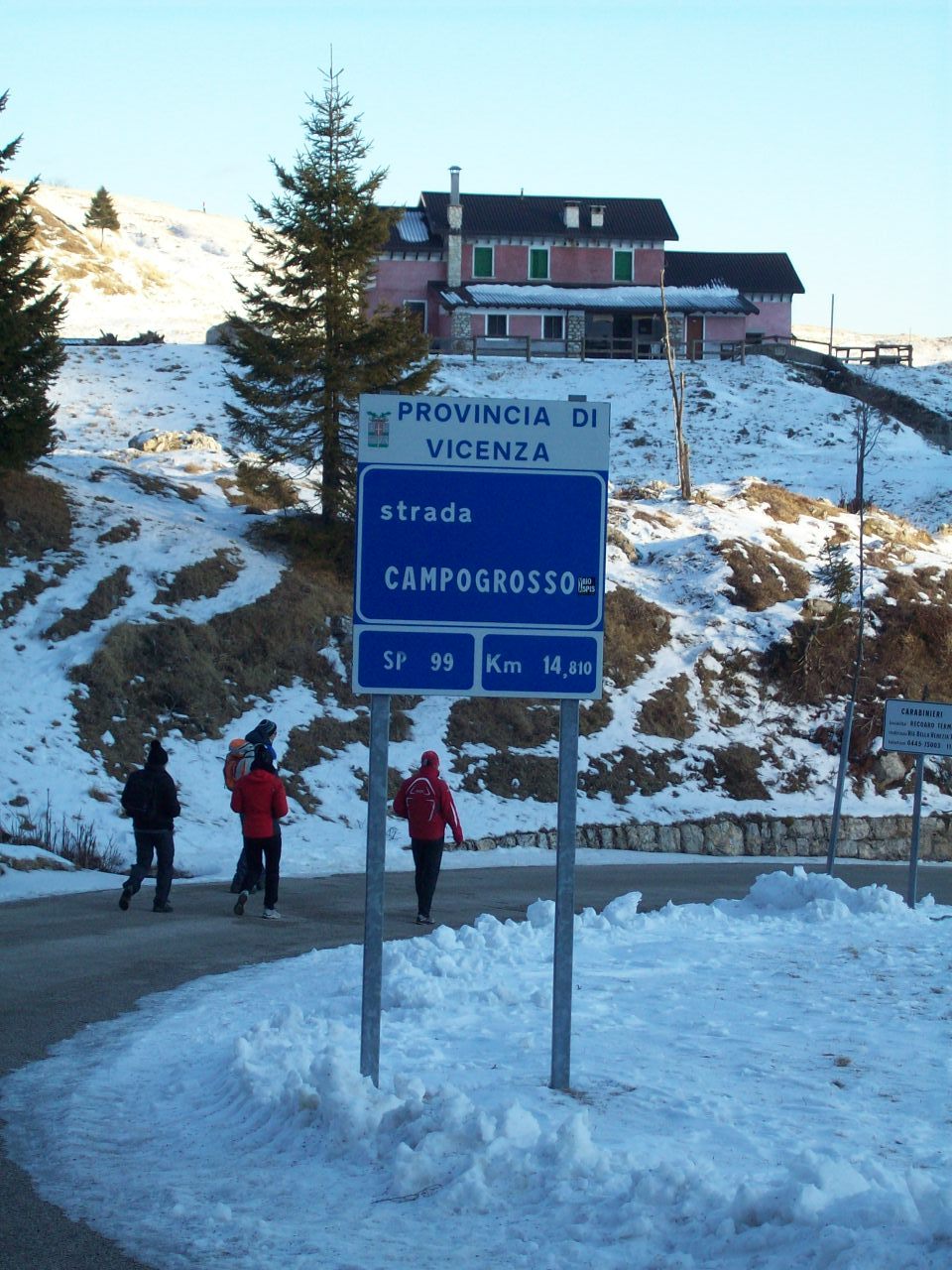
Cartello della SP 99 al passo di Campogrosso
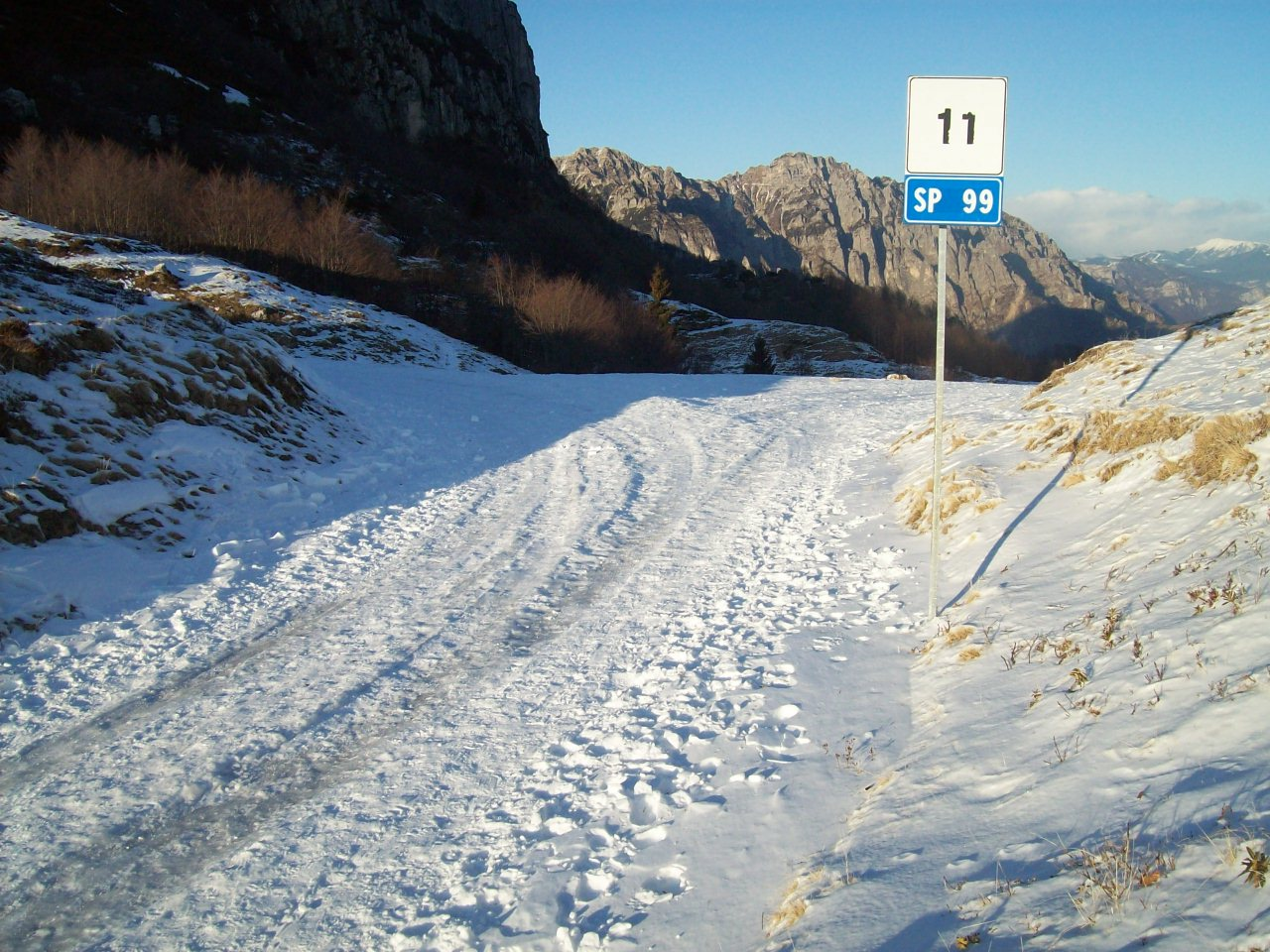
Segnale di progressiva chilometrica nei pressi di passo di Campogrosso
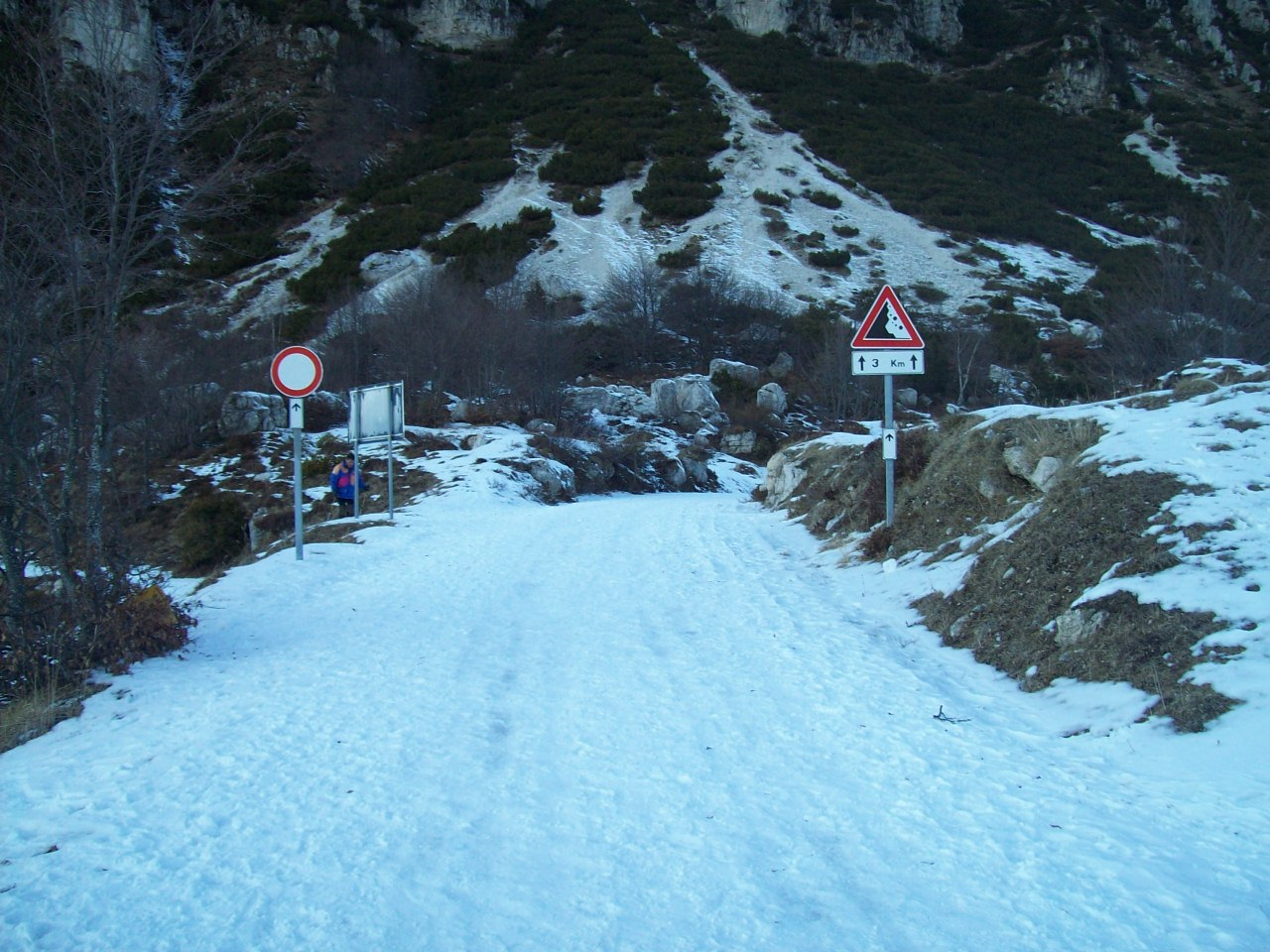
Inizio degli ultimi 3,5 km chiusi al traffico